# قلات بايين (تازيان)
قلات بایین (بالفارسية: قلات پایین) هي قرية تقع في إيران في قسم تازيان الريفي. يقدر عدد سكانها بـ 1,396 نسمة .